# マリアナ諸島空襲
マリアナ諸島空襲（マリアナしょとうくうしゅう）は、太平洋戦争中の1944年2月23日にアメリカ海軍機動部隊が行った、マリアナ諸島の日本軍に対する航空攻撃である。開戦以来初めてのアメリカ軍によるマリアナ諸島に対する航空作戦として、トラック島空襲に続いて行われ、日本軍の基地航空部隊に一方的に大打撃を与えた。

## 背景
1944年（昭和19年）1月末、アメリカ軍はクェゼリン島に上陸し、マーシャル諸島への侵攻作戦を開始した。その間接支援のため、2月17日、アメリカ海軍の第58任務部隊（司令官：マーク・ミッチャー中将）は、日本海軍の一大根拠地であったトラック諸島（チューク諸島）を空襲し壊滅させた。
大成功を収めたアメリカ軍は、続けてエニウェトクに上陸するとともに、第58任務部隊のうち第58.2任務群（空母エセックス、イントレピッド、軽空母カボット基幹）と第58.3任務群（空母バンカー・ヒル、軽空母モンテレー、カウペンス基幹）を割いてマリアナ諸島を空襲することにした。主な作戦目的は、マリアナ諸島の写真偵察にあった。なお、アメリカ軍にとっては、グアム陥落以来初めてのマリアナ諸島上空飛行であった。
アメリカ海軍は、潜水艦部隊も空襲から脱出する日本艦船を待ち伏せするために配置した。潜水艦「アポゴン」「シーレイヴン」「サンフィッシュ」「スキップジャック」の4隻がサイパン島の30マイル西方に弧を描いて散開し、その西方に予備として「タング」が潜んだ。うち「サンフィッシュ」は脱出パイロットの救助艦を兼任している。
対する日本軍のマリアナ諸島防備状況は、絶対国防圏の名と裏腹に手薄だった。陸上には海軍の第5根拠地隊と陸軍の第13師団先遣隊がいる程度で、航空戦力は第一航空艦隊（司令長官：角田覚治中将）の進出が始まった矢先だった。一航艦は決戦専用として1943年（昭和18年）7月に編成された基地航空部隊で、大本営直轄として1年かけて養成する建前だったが、マーシャル諸島方面の情勢緊迫に伴い連合艦隊に編入されたのである。そしてトラック島空襲の損失を埋めるため、比較的に充足率・練度の良い第61航空戦隊（761空ほか）の全力をマリアナ諸島に進出させることとなっていた。空襲4日前の2月19日から少しずつ到着し始めており、22日時点で陸攻39機など各種93機が届いていたが、主力戦闘機隊の261空（零戦68機）はまだ中継地の硫黄島にいた。指揮官の角田中将は積極果敢な指揮で知られる人物であった。一航艦のほか、マリアナ諸島所在の海軍航空部隊はすべて角田中将の指揮下に入れられており、総兵力は水上機や輸送機を含めて約140機であった。
日本海軍はトラック島空襲後にアメリカ機動部隊を見失っていたが、通信解析やアメリカ潜水艦の出現状況から、マリアナ諸島への襲来の危険があると推測していた。2月20日にトラック基地からの偵察機がアメリカ機動部隊を発見、日本側は警戒を強めた。

## 戦闘経過
一航艦は、2月22日に陸攻11機による2段構えの索敵を行い、うち1機がテニアン島東方450海里（約830km）の地点でアメリカ機動部隊の発見に成功した。淵田美津雄一航艦参謀は、一航艦は進出間もなく準備不足であることや護衛戦闘機が不足していることをふまえ、退避による温存を進言した。しかし、角田中将は見敵必戦主義から現有全力による反撃を命じた。22日夜、761空などに属する陸攻34機による夜間攻撃隊が、3次に分かれてテニアン基地から発進したが、戦果無く15機を失った。また、翌日の黎明攻撃に備えてサイパン島所在の艦爆10機をテニアンに夜間移動させたが、着陸事故で6機が飛行不能となった。他方、テニアン所在の輸送機4機はグアムへ避難させた。
2月23日未明、角田中将は、一航艦ほか所在の基地航空隊をかき集め、陸攻11機・艦爆6機・艦偵6機・夜戦5機・戦闘機17機による黎明攻撃を行わせた。しかし、陸攻9機未帰還など大きな被害を出し、戦果は無かった。戦闘機は直衛を担当する予定であったが、実施状況は不明である。
アメリカ軍は、23日早朝から正午過ぎまで、サイパン島・テニアン島を中心にしたマリアナ諸島一帯を3次に渡って空襲した。日本軍機はグアムに避難した輸送機も含め72機が地上撃破され、攻撃隊掩護と迎撃戦を合わせて戦闘機18機が撃墜・被弾不時着で失われた。アメリカ側損失は6機である。在泊艦船も攻撃目標となり、戦史叢書によると特設駆潜艇など11隻の艦船が沈没した。アメリカ海軍公式年表によると、第58.2任務群の空母「エセックス」「ヨークタウン」航空隊がサイパンで貨物船「松安丸」（松岡汽船：5624総トン）を撃破、第58.3任務群の「バンカー・ヒル」航空隊がテニアンで貨物船「聖山丸」（宮地汽船：4232総トン）撃沈、サイパン北方で特設砲艦「Eiko Maru」（日本側資料では該当船不明）撃沈となっている。
脱出を試みた日本艦船も待ち伏せた潜水艦の餌食となり、戦史叢書によると貨物船2隻が沈んだ。アメリカ側記録によると、潜水艦「サンフィッシュ」は23日に空母「ヨークタウン」搭載機と協同で貨物船「新夕張丸」（三井船舶：5354総トン）を撃沈、「タング」が22日に特設砲艦「福山丸」（会陽汽船：3581総トン）、23日に特設工作艦「山霜丸」、24日に貨物船「越前丸」（大阪商船：2424総トン）と特設給糧艦「長光丸」（日魯漁業：1794総トン）を撃沈している。
アメリカ第58任務部隊は、空襲を1日だけで終えると帰路に就いた。日本軍も、トラック島から発進した偵察機により機動部隊の撤退を確認し、警戒を解いた。

## 結果
戦闘の結果は、マリアナ諸島にいた日本軍機140機以上がほぼ全滅、船舶4万5千トン喪失の損害が生じたのに対し、アメリカ軍の損害は航空機6機だけというアメリカ軍の完全勝利であった。一航艦の戦闘概報は空母を含む大型艦5隻を撃沈破したと記録したが、実際にはアメリカ側の艦船損害は皆無であった。なお日本側も、その後の検討で1、2隻の損傷程度の戦果と下方修正していた。
一航艦で生き残ったのはわずか3機で、夜間作戦可能に達していた761空の陸攻20機など比較的練度の高かった搭乗員を全て失った。決戦兵力に予定された同部隊の養成がつまづいたことは、4カ月後のマリアナ沖海戦における日本軍敗北の遠因となった。
トラック諸島に続いてマリアナ諸島までが空襲を受けたことは、日本の海軍よりも陸軍に大きな衝撃を与えた。日本陸軍は、マリアナ諸島の陸上防備強化を促進することにし、豪北方面（西部ニューギニア・モルッカ諸島）への派遣を予定していた第14師団を投入することも検討した。その後、大規模な陸軍部隊の派遣は、松輸送として実施されることになる。